# Lista femeilor piloți de Formula 1
Aceasta este lista femeilor piloți de curse auto, care au luat parte la Campionatul Mondial de Formula 1, de la instituirea sa în 1950.
Cinci femei piloți au participat la cel puțin un Mare Premiu, deși doar două din ele s-au calificat și au intrat în cursa propriu-zisă. Femeia cu cele mai multe participări în Marile Premii este Lella Lombardi, cu 17 intrări și 12 starturi.
Desiré Wilson a devenit unica femeie care a câștigat o cursă de Formula 1, de orice tip, când pe 7 aprilie 1980 ea a câștigat cursa de la Brands Hatch din cadrul British Aurora F1 series. În urma acestei performanțe, o tribună de la Brands Hatch a fost denumită în cinstea ei.

## Piloți
| Nume                     | Sezoane    | Echipa                  | Curse (starturi) | Puncte |
| ------------------------ | ---------- | ----------------------- | ---------------- | ------ |
| Maria Teresa de Filippis | 1958–1959  | Maserati, Behra-Porsche | 5 (3)            | 0      |
| Lella Lombardi           | 1974–1976  | March, RAM, Williams    | 17 (12)          | 0,5    |
| Divina Galica            | 1976, 1978 | Surtees, Hesketh        | 3 (0)            | -      |
| Desiré Wilson            | 1980       | Williams                | 1 (0)            | -      |
| Giovanna Amati           | 1992       | Brabham                 | 3 (0)            | -      |

Alte femei piloți au evoluat pentru echipele din Formula 1 în testări și dezvoltarea capacităților. În 2012, Williams a semnat cu Susie Wolff un contract ca pilot de teste și dezvoltare, iar María de Villota a fost pilot de teste la Marussia F1 până la accidentul său în 2012, urmat de decesul său în 2013.

## Puncte de reper
- Prima femeie care a evoluat într-o cursă de Formula 1: Maria Teresa De Filippis (prima cursă la care a fost înscrisă: Marele Premiu al Principatului Monaco din 1958; prima cursă la care a luat startul: Marele Premiu al Belgiei din 1958)[6][7]
- Prima femeie care obține puncte: Lella Lombardi (Marele Premiu al Spaniei din 1975)[8]
- Prima cursă cu mai mult de o femeie înscrisă: Marele Premiu al Marii Britanii din 1976 (Lella Lombardi, Divina Galica)[9]